# Mise en scène
Pour la mise en scène au cinéma, voir Réalisation (audiovisuel).

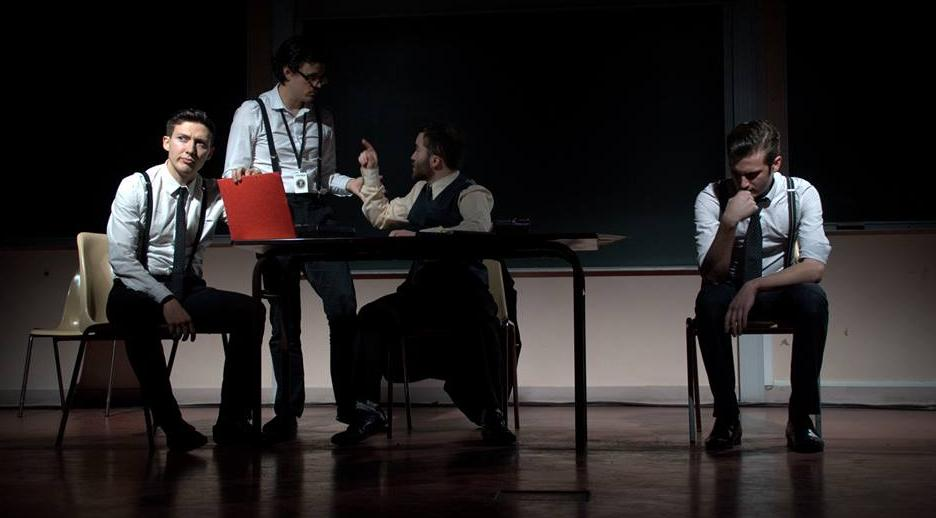
Même avec un décor épuré, la mise en scène joue un rôle important dans la perception par le spectateur, de par le placement des personnages, leur posture, l'éclairage, etc.

La mise en scène est selon la définition d’André Antoine (considéré en France comme le premier metteur en scène) « l’art de dresser sur les planches l'action et les personnages imaginés par l’auteur dramatique ». Jusque là[Quand ?], la mise en scène se limitait à coordonner les actions des acteurs : « Entrez côté jardin, vous côté cour, parlez plus fort... » C’est l’ensemble de toutes les dispositions relatives à l’action, aux mouvements isolés ou concertés des acteurs, aux incidents qui peuvent se produire autour d’eux, aux meubles et accessoires, etc.
Depuis Constantin Stanislavski, fortement influencé par André Antoine, le metteur en scène s'applique surtout à créer, pendant les répétitions, les conditions favorables à l'expression complète de ce que l'acteur ressent et comprend de son personnage, et à veiller sur la cohérence de son jeu avec l'ensemble de la représentation.
Depuis l'irruption du théâtre de rue qui, en 1968, a sorti le spectacle théâtral des lieux traditionnels, la mise en scène doit s'intéresser - plus qu'avant cette période - à la relation entre les acteurs et le public.
La mise en scène, réglant les moindres détails, a pour effet d’assurer l’harmonie générale de l’exécution. On n’arrive à ce résultat qu'au prix de beaucoup de travail et grâce à la confiance mutuelle que donne aux acteurs l’habitude de jouer ensemble.
Par extension, une « mise en scène » est la préparation d'événements (autres que spectacle théâtral) coordonnés avant leur accomplissement effectif. Au sens large, on peut parler de mise en scène pour souligner l’aspect d’un événement qui n’est pas original.

## Histoire de la mise en scène
Le terme de « mise en scène » apparaît, semble-t-il, au début du XIXe siècle dans la brochure d'un spectacle intitulé Riquet à la houppe de Dubois et Hapdé, joué en 1802. Cependant, si le métier de metteur en scène date de la seconde moitié du XIXe siècle, l’organisation d’une mise en scène théâtrale est apparue dès la fin du XVIIIe siècle, lorsqu’il n’y eut plus de spectateur privilégié assis directement sur la scène.
Auparavant, les acteurs devaient interpréter leur rôle selon des conventions établies. Chaque artiste élaborait individuellement sa gestuelle et sa déclamation, il fournissait lui-même le costume de son personnage, et les mouvements de scène étaient réduits au strict nécessaire. C’est avec l’idée d’unifier le style d’un spectacle, dans le jeu des comédiens, les costumes et l’espace des décors, que les dramaturges et directeurs de théâtre ont commencé à élaborer des mises en scène[réf. souhaitée].
C'est au milieu du XIXe siècle que Richard Wagner formule ses principes dramaturgiques novateurs et les applique de manière concrète sur scène.
L'émergence de la mise en scène en France date du succès d'André Antoine et de son Théâtre-Libre en 1887. Cette émergence est influencée par plusieurs facteurs : l'avènement du mouvement naturaliste, la conscience des limites théâtrales actuelles dans une volonté de réalisme artistique et un climat profondément positif. Jules Renard travaille plusieurs fois en tant qu'auteur avec André Antoine. En 1900, il décrit ainsi son travail de mise en scène : « Répétition. Antoine est là et fait travailler, d'abord en scène, puis au foyer, avec une intelligence qui me rend modeste au point que je n'ose pas le contredire une fois. - Vous êtes indispensable, lui dis-je. - Je viendrai, dit-il, mais, quelquefois, ça m'embête. Il faut que je fasse deux métiers. Il joue, et c'est admirable de justesse, le rôle de Poil de Carotte sans dire une seule de mes phrases, mais il dit à « ses » femmes : - Ne touchez pas au texte. Si l'auteur a écrit ça, c'est qu'il a ses raisons. Il me dit, comme pour s'excuser : - Ne faites pas attention. Je leur indique là des choses de cabot. Quand c'est fini, je le remercie avec une joie enfantine. Guitry, c'est toute la diction, Antoine, toute l'action, je veux dire : le feu, la vie, le sens tout nu des phrases. ».
Louis Becq de Fouquières publie, en 1884, le premier ouvrage théorique sur le sujet, L’Art de la mise en scène : Essai d’esthétique théâtrale.
En Russie, Stanislavski a cherché le réalisme du spectacle et la "vérité" du jeu de l'acteur, ses élèves Vakhtangov et Meïerhold ont développé d'autres approches de la mise en scène.
Vladimir Nijny publie, après la mort du réalisateur russe Sergueï Eisenstein, le livre Mettre en scène, qui reproduit les cours donnés par Eisenstein dans les années 1930 à la Faculté de mise en scène de l'Institut Cinématographique d'État. Dans ce texte, Eisenstein exprime une conception de la mise en scène proprement cinématographique. Dans les travaux collectifs de mise en scène qu'il effectue avec ses élèves, Eisenstein s'appuie néanmoins sur la tradition théâtrale et utilise des textes littéraires à partir desquels il construit une mise en scène pour le cinéma. Eisenstein explique à ses étudiants : « La principale tâche du réalisateur lorsqu'il travaille à sa mise en scène est de rechercher les groupements possibles des personnages concernés. Une mise en scène n'est correcte que si elle manifeste les tendances des personnages en rapport avec le conflit moteur ».

## L'auteur et le metteur en scène
La problématique de la mise en scène est son rapport au texte, au respect plus ou moins strict de la pensée et des intentions de l'auteur. Historiquement se dégagent trois courant d'opinions.
Le premier groupe :
- Firmin Gémier qui parle de « respect religieux et absolu »
- Pour Jacques Copeau seul le texte compte.
- Georges Pitoëff estime que le premier devoir du metteur en scène est de « sacrifier tout le côté décoratif pour préserver le verbe ».
- Louis Jouvet, en assimilant la mise en scène à une prière, parle de « l'aveugle dévotion du metteur en scène ».
- Jean Vilar dit qu'« il faut s'en reporter à l'auteur, l'écouter, le suivre »[6].

Le deuxième groupe s'articule autour du respect du théâtre et revendique la liberté totale du metteur en scène par rapport au texte de l'auteur regroupe Antonin Artaud, Vsevolod Meyerhold, Adolphe Appia. Le texte est le point de départ de la représentation théâtrale qui est une œuvre collective.
Le dernier courant assimile le théâtre à un instrument esthétique au service d'une idéologie politique et regroupe Leon Schiller, Bertolt Brecht, Erwin Piscator.

## Les différents éléments de mise en scène au théâtre
Au théâtre, la mise en scène peut changer toute l'histoire, donner un aspect comique au lieu de tragique à une pièce, peut moderniser des pièces de Molière. La mise en scène n'est pas forcément le décor et les objets, la mise en scène est aussi le déplacement des comédiens, les gestes qu'ils font… La mise en scène peut également être un effet de lumière. C'est-à-dire que pour une mise en scène, un décor n'est pas obligé. Les lumières peuvent jouer presque toute la mise en scène, un changement de lumière peut vouloir dire un changement de lieu dans une pièce, et cela se comprend très bien, même sans aucun décor.